# Anadrymadusa kosswigi
Anadrymadusa kosswigi is een rechtvleugelig insect uit de familie sabelsprinkhanen (Tettigoniidae). De wetenschappelijke naam van deze soort is voor het eerst geldig gepubliceerd in 1975 door Karabag.